# Ruth Margarete Roellig
Ruth Margarete Roellig (* 14. Dezember 1878 in Schwiebus; † 31. Juli 1969 in Berlin-Schöneberg) war eine deutsche Schriftstellerin.

## Leben

### Bis 1933
Ruth Margarete Roellig kam 1878 als Tochter der Gastwirte Anna und Otto Roehlig zur Welt. 1887 zogen die Eltern nach Berlin um. Roellig besuchte eine Schule für höhere Töchter und ein Pensionat. Die Aufzeichnungen ihres späteren Werdegangs gingen vermutlich bei der Wohnungsauflösung nach ihrem Tode verloren. Vermutlich betätigte sie sich schon vor dem Ersten Weltkrieg schriftstellerisch. Nach einer Ausbildung zur Redakteurin fand sie eine Anstellung in einem Berliner Verlagshaus und schrieb für den Berliner Lokal-Anzeiger und die Frauenzeitschrift Bazar sowie verschiedene literarische Zeitschriften.
1913 veröffentlichte sie ihr erstes Buch Geflüster im Dunkel, das die Beziehung eines Dichters zu einer Muse beschreibt. Auf Reisen und bei Auslandsaufenthalten in Finnland, Bonn und Paris schrieb sie Romane und Erzählbände, wie Lutetia Parisiorum und Traumfahrt: Eine Geschichte aus Finnland, in denen sie ihre Reiseerfahrungen verarbeitete.
1927 kehrte sie nach Berlin zurück und erreichte vor allem in der damaligen lesbischen Szene eine hohe Bekanntheit. In Deutschland wurde damals weibliche Homosexualität weniger strafrechtlich verfolgt als die männliche, war aber dennoch sozial geächtet. Roellig veröffentlichte diverse Kurzgeschichten und Gedichte in einschlägigen Magazinen wie der Frauenliebe. 1928 erschien ihr Führer Berlins lesbische Frauen, der vierzehn Treffpunkte der lesbischen Kreise beschrieb. Das Vorwort schrieb Magnus Hirschfeld. Eine zweite Auflage wurde 1930 gedruckt. 1930 beteiligte sie sich an dem Aufklärungsbuch Das lasterhafte Weib mit einem Beitrag zum Lesbentum und Transvestitismus. Auch in ihrer Erzählung Ich klage an, die vom Verlust des Lebenspartners, Zwangsehe und Unterdrückung handelt, versuchte sie sich an aufklärerischer Prosa.

### Zeit des Nationalsozialismus
Mit der Machtübernahme der Nationalsozialisten verändert sich die Einstellung des Staates gegenüber der Homosexualität auf massive Weise. Homosexualität galt als „Entartung“ und als Verbrechen. Obwohl Lesbierinnen nicht systematisch verfolgt wurden und auch nicht in Konzentrationslager deportiert wurden, ächtete der Nationalsozialismus auch diese Lebensform. Die damalige Lesbenszene wurde zerschlagen. Im Zuge der Gleichschaltung wurden auch homosexuelle Schriftsteller aus dem Literaturbetrieb entfernt. Roellig verschwieg jedoch ihre lesbischen Schriften und bewarb sich im November 1936 bei der Reichsschrifttumskammer. Ihren Lebenslauf schloss sie mit den Worten „Ich bin ein durch und durch deutsch fühlender Mensch und bringe den Bestrebungen unseres verehrten Führers die innigsten Sympathien entgegen. Heil Hitler.“
Während der Zeit des Nationalsozialismus veröffentlichte sie vermutlich nur zwei Bücher: den Kriminalroman Der Andere und Kriegsroman Soldaten, Tod, Tänzerin. Der Andere, erschienen 1936, handelt von Lloyd Warring, einem Schriftsteller, der ein dunkles Geheimnis hat: Er ist ein Raubmörder. In der 13-jährigen Lydia Heinke findet er seine Muse. Diese benutzt ihn aber nur und verrät ihn versehentlich. In der Polizeizelle begeht der Protagonist Selbstmord. Der Roman enthält Anspielungen auf die lesbische Neigung der Autorin, so sind viele Figuren „versteckte Homosexuelle“.
1937 erschien Soldaten, Tod, Tänzerin, der auf einer angeblichen Begebenheit im Ersten Weltkrieg beruht. Protagonistin ist die Tänzerin Marion, die in den Wirren des Krieges als Spionin verdächtigt wird und in rumänische Gefangenschaft gerät. Auch die Oktoberrevolution erlebt sie mit. Über Umwege gelangt sie zurück nach Berlin. Der Roman ist voller antisemitischer und antikommunistischer Motive und ganz auf der Linie des Nationalsozialismus. Das Buch wurde vom rumänischen Verkehrsamt beanstandet. Dieses bat „in Anbetracht einer besseren Beziehung zwischen Rumänien und Deutschland“, das Buch aus dem C. Bertelsmann Verlag zurückzuziehen. Im März 1938 lehnte Joseph Goebbels’ Stellvertreter dies jedoch ab.
Im gleichen Jahr landete auch ihr Buch Berlins lesbische Frauen auf der Liste des schädlichen und unerwünschten Schrifttums. Soldaten, Tod, Tänzerin sollte ihre letzte Monographie bleiben. Es gab zwar Pläne einen Roman über ein „arisches“ Kind, das bei einem jüdischen Adoptivvater aufwächst und einen weiteren um ihre Erlebnisse im Luftschutzkeller, zu veröffentlichen, doch diese beiden Romane erschienen nie. Ob sie nach der Beschlagnahme ihres Buches Berlins lesbische Frauen unter Berufsverbot stand, ist nicht bekannt.
Im November 1943 wurde ihre Wohnung in Schöneberg bei einem Luftangriff zerstört und Roellig zog auf ihr Landhaus in Schlesien.

### Nach 1945
Nach dem Krieg zog Roellig mit ihrer Lebensgefährtin Erika zu ihrer Schwester Käthe. Publizistisch betätigte sie sich nicht mehr. Gemeinsam mit Elsa Conrad erwog sie, in Berlin ein Lokal für lesbische Frauen zu eröffnen, die Pläne zerschlugen sich jedoch. Am 31. Juli 1969 starb sie eines natürlichen Todes.

## Rezeption
Literarisch ist Ruth Margarete Roellig heute weitestgehend vergessen. Ihr Führer durch die Berliner Lesbenszene galt zur damaligen Zeit als eines der Standardwerke der Lesben- und Schwulenbewegung und ist heute ein viel zitiertes Werk als historische Quelle. Der Band wurde 1981 und 1994 unter dem Titel Lila Nächte: Die Damenklubs der Zwanziger Jahre neu aufgelegt. Ihre späteren Werke wurden schon zur damaligen Zeit kaum gelesen, eine besondere Rezeption ist nicht bekannt.

## Werke (Auswahl)
Monografien
- Geflüster im Dunkel (1913)
- Liane (1919)

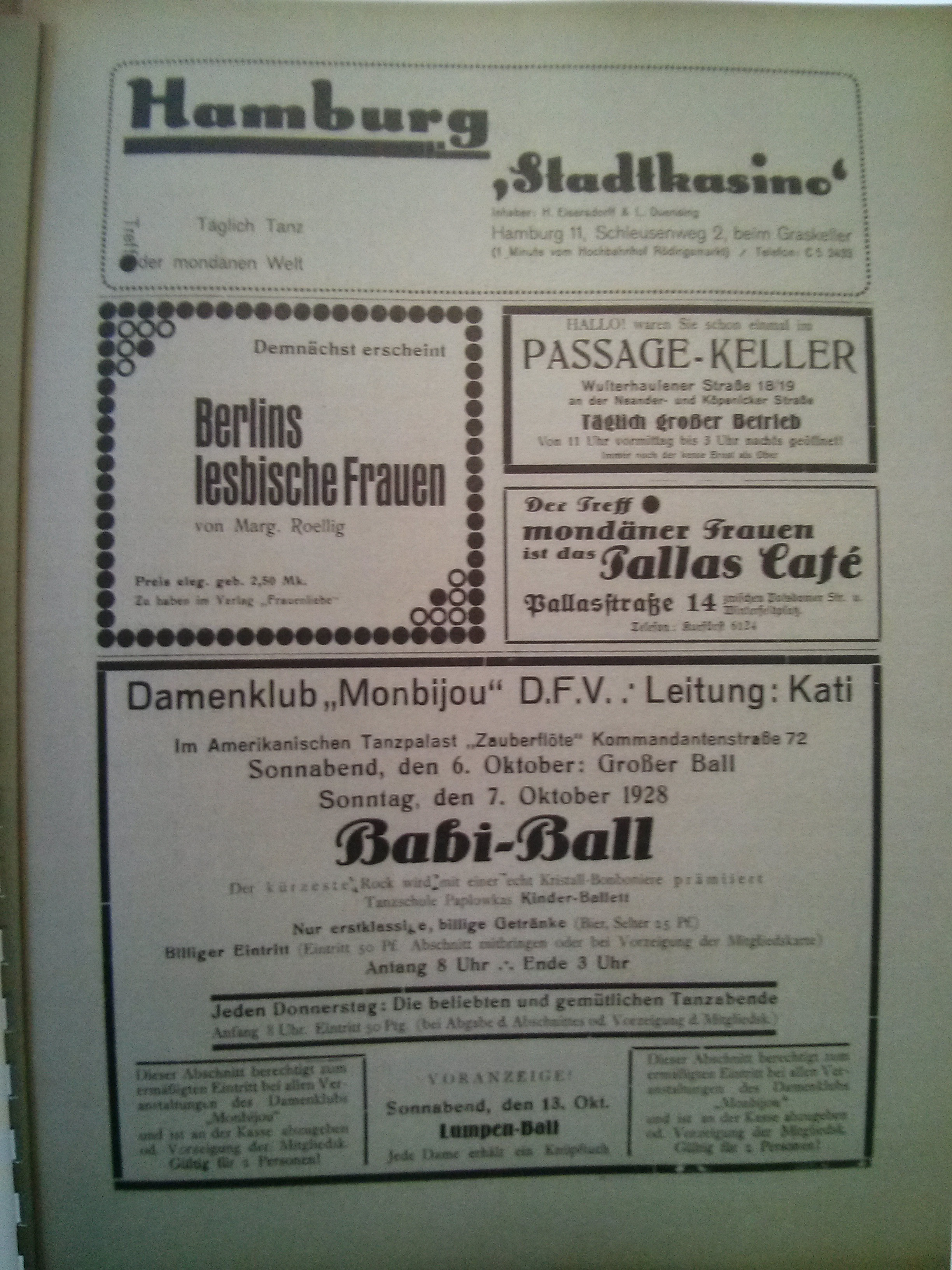
Werbung für das Buch Berlins lesbische Frauen in der Zeitschrift "Liebende Frauen"

- Traumfahrt: Eine Geschichte aus Finnland (1920)
- Lutetia Parisorum (1920)
- Die fremde Frau (1920)
- Die heiligen Annunziaten (1925)
- Berlins lesbische Frauen (1928)
- Ich klage an! (1931)
- Die Kette im Schoß (1931)
- Der Andere (1935)
- Soldaten, Tod und Tänzerin (1937)

Aufsätze
- Lesbierinnen und Transvestiten. In: Das lasterhafte Weib. Herausgegeben von Agnes Countess Esterhazy (1930)